# Mavricij (bizantinski cesar)
Mavricij  (latinsko Flavivs Mavricivs Tiberivs Avgvstvs, grško starogrško Φλάβιος Μαυρίκιος Τιβέριος Αὔγουστος, Flávios Mavríkios Tivérios Ávgoustos) je bil od leta 582 do 602 cesar Vzhodnega rimskega cesarstva, * 539, † 27. november 602.
V mladosti je bil pomemben general, ki se je uspešno vojskoval s Sasanidi. Ko je postal cesar, je vojno s Perzijo končal z zmago, ki je pomaknila vzhodne meje Bizantinskega cesarstva  na Kavkaz in za skoraj dvesto let  prekinila obvezo  plačevanja mirovnega davka Perzijskemu cesarstvu, ki je znašal več tisoč funtov  zlata letno. 
Vojskoval se je tudi na Balkanu, zlasti proti Avarom, katere je leta 599 pregnal preko Donave. Bil je prvi bizantinski cesar, ki  je po več kot dveh stoletjih organiziral tudi pohode preko Donave. Na zahodu je ustanovil dve delno neodvisni provinci, v katerih so vladali eksarhi (podkralji). V Italiji je leta 584 ustanovil Ravenski eksarhat, ki je bil prvi realni poskus Bizantinskega cesarstva, da bi zadržalo prodiranje Langobardov. Z ustanovitvijo Afriškega eksarhata leta 590 je še bolj utrdil moč Konstantinopla na zahodnem Sredozemlju.
Njegovo vladanje so oteževale finančne težave in skoraj neprekinjene vojne. Leta 602 si je prestol prilastil nezadovoljni general Fokas in usmrtil Mavricija in njegovih šest sinov. Usmrtitev se  je cesarstvo izkazala za katastrofalno.  Sprožila je šestindvajset let trajajočo vojno s Sasanidi, ki je opustošila obe cesarstvi in odprla pot muslimanskim osvajanjem. 
Mavricijeva vladavina je dokaj natančno dokumentirana, zlasti v zapisih zgodovinarja Teofilakta Simokata. Mavriciju se pripisuje avtorstvo  vojaškega priročnika Strategikon, ki je več kot tisoč let vplival na evropski in srednjeevropski način vojskovanja.